# Dendrophthora squamigera
Dendrophthora squamigera är en sandelträdsväxtart som först beskrevs av George Bentham, och fick sitt nu gällande namn av Carl Ernst Otto Kuntze. Dendrophthora squamigera ingår i släktet Dendrophthora och familjen sandelträdsväxter. Inga underarter finns listade i Catalogue of Life.